# Arnold Bax
Sir Arnold Edward Trevor Bax (ur. 8 listopada 1883 w Streatham w obszarze metropolitarnym Londynu, zm. 3 października 1953 w Corku w Irlandii) – angielski kompozytor.

## Życiorys
W latach 1898–1900 uczył się w Hampstead Conservatory, następnie od 1900 do 1905 roku studiował w Royal College of Music w Londynie, gdzie jego nauczycielami byli Frederick Corder oraz Tobias Matthay. Podczas studiów zdobył pierwsze wyróżnienia: Academy’s Charles Lucas Prize za utwór orkiestrowy Variations (1904) oraz złoty medal w konkursie fortepianowym (1905). Odbył podróże do Niemiec (1906) i Rosji (1910). Wiele lat spędził w Irlandii, w Dublinie poznał W.B. Yeatsa i związał się z kręgiem twórców tzw. Odrodzenia Celtyckiego. Żywe zainteresowanie Baxa kulturą i krajobrazem Zielonej Wyspy znalazło wyraz w wielu jego utworach muzycznych inspirowanych folklorem celtyckim, takich jak m.in. In the Faery Hills (1909) czy The Garden of Fand (1913). Pod pseudonimem Dermot O’Byrne kompozytor opublikował także szereg nowel o tematyce irlandzkiej.
Doctor honoris causa uniwersytetów w Oksfordzie (1934) i Durham (1935). W roku 1937 otrzymał tytuł szlachecki. Od 1942 roku piastował stanowisko Master of the King’s Music. Rycerz Komandor Królewskiego Orderu Wiktoriańskiego (1953).
W 1943 roku opublikował autobiografię pt. Farewell, my Youth.

## Twórczość
Należał do grona przedstawicieli postromantyzmu w muzyce angielskiej. Do końca życia pozostał wierny ideałom romantyzmu i świadomie odrzucał nowsze trendy w muzyce. Był płodnym kompozytorem (ponad 250 dzieł). Za życia spotkał się z uznaniem współczesnych, lecz jego twórczość została zapomniana, a po śmierci kompozytora zniknęła z programów muzycznych.

## Ważniejsze kompozycje
(na podstawie materiałów źródłowych)

### Balety
- Between Dusk and Dawn (1917)

### Utwory orkiestrowe
- I symfonia Es-dur (1921–1922)
- II symfonia e-moll/C-dur (1924–1925)
- III symfonia C-dur (1929)
- IV symfonia Es-dur (1930–1931)
- V symfonia e-moll (1931–1932)
- V symfonia c-moll (1934)
- VI symfonia As-dur (1939)
- Into the Twilight (1908)
- In the Faery Hills (1909)
- Roscatha (1910)
- Festival Overture (1911)
- Christmas Eve on the Mountains (1911)
- 4 Orchestral Sketches (1912–1913)
- Irish Landscape (1912–1913)
- Nympholept (1912–1915)
- Spring Fire (1913)
- The Garden of Fand (1913–1916)
- The Happy Forest (1914)
- November Woods (1917)
- Summer Music (1917–1920)
- Symphonic Scherzo (1917)
- Symphonic Variations na fortepian i orkiestrę (1917)
- Tintagel (1917–1919)
- Russian Suite (1919)
- The Truth about the Russian Dancers (1919)
- Phantasy na altówkę i orkiestrę (1920)
- Mediterranean (1922)
- Cortêge (1925)
- Romantic Overture na orkiestrę kameralną (1926)
- Overture, Elegy and Rondo (1927)
- Northern Ballad No. 1 (1927)
- Northern Ballad No. 2 (1934)
- Prelude for a Solemn Occasion (1927–1933)
- Evening Piece (1928)
- Dance in the Sunlight (1928)
- Winter Legends na fortepian i orkiestrę (1929–1930)
- Overture to a Picaresque Comedy (1930)
- The Tale the Pine Trees Knew (1931)
- Sinfonietta (1932)
- koncert wiolonczelowy (1932)
- Saga Fragment na fortepian i orkiestrę kameralną (1932)
- Rogue’s Comedy Overture (1936)
- Overture to Adventure (1936)
- London Pageant (1937)
- koncert wiolonczelowy (1938)
- Legend (1943)
- Morning Song (Maytime in Sussex) na fortepian i orkiestrę (1946)
- Golden Eagle (1946)
- Coronation March (1952)

### Utwory wokalno-instrumentalne
- Fatherland na tenora, chór i orkiestrę (1907)
- Enchanted Summer na 2 soprany, chór i orkiestrę (1910)
- 6 Songs from The Bard of the Dimbovirza na mezzosopran i orkiestrę (1914)
- Of a Rose I Sing na chór, harfę, wiolonczelę i kontrabas (1920)
- To The Name Above Every Name na sopran, chór i orkiestrę (1923)
- St Patrick’s Breastplate na chór i orkiestrę (1923)
- Walsinghame na tenora, chór i orkiestrę (1926)
- The Morning Watch na chór i orkiestrę (1935–1936)
- 5 Fantasies on Polish Christmas Carols na chór dziecięcy i orkiestrę (1942)
- Nunc Dimittis na chór i organy (1945)
- Te Deum na chór i organy (1945)
- Magnificat na chór i organy (1948)

### Utwory wokalne
- Mater Ora Filium (1921)
- This Worlde’s Joie (1922)
- The Boar’s Head (1923)
- I sing of a maiden (1923)
- 5 Greek Folk Songs (1944)
- What is it like to be young and fair? (Garland for the Queen) (1953)

### Utwory kameralne
- 3 kwartety smyczkowe (I 1918, II 1924–1925, III 1936)
- trio fortepianowe (1906)
- kwintet smyczkowy G-dur (1908)
- Legend na skrzypce i fortepian (1915)
- kwintet fortepianowy g-moll (1915)
- Ballad na skrzypce i fortepian (1916)
- Elegiac Trio na flet, altówkę i harfę (1916)
- Folk Tale na wiolonczelę i fortepian (1918)
- kwintet obojowy (1922)
- sonata skrzypcowa (1923)
- Legend na altówkę i fortepian (1929)
- Nonett na flet, obój, klarnet, harfę i kwintet smyczkowy (1929)
- kwintet smyczkowy (1932)
- sonata klarnetowa (1934)
- Legend-sonata na wiolonczelę i fortepian (1943)
- trio na fortepian, wiolonczelę i altówkę (1946)
- 2 sonaty wiolonczelowe (I 1910, II 1915)

### Utwory fortepianowe
- 4 sonaty fortepianowe (I 1910, II 1919, III 1926, IV 1932)
- Valse de Content (1904)
- 2 Russian Tone-Pictures (1911)
- Toccata (1913)
- The Maiden with the Daffodil (1915)
- The Princess’s Rose Garden (1915)
- In a Vodka Shop (1915)
- A Mountain Mood (1915)
- Dream in Exile (1916)
- Romance (1918)
- On a May Evening (1918)
- What a Minstrel told us (1919)
- Mediterranean (1920)
- Suite for Fauré (1945)

### Pieśni
- A Celtic Song-Cycle (1904)
- A Christmas Carol (1909)
- 3 Chaucer Roundels (1914)
- Parting (1916)
- 5 Traditional French Songs (1920)
- 5 Irish Songs (1921)
- 3 Irish Songs (1922)

### Muzyka filmowa
- Malta GC (1942)
- Oliver Twist (1948)